# 小行星12270
小行星12270（12270 Bozar）是一颗绕太阳运转的小行星，为主小行星带小行星。该小行星于1990年8月16日发现。

## 轨道参数
小行星12270的轨道半长轴为2.6295597 UA，离心率为0.156。